# ヤジェルビーツィ条約
ヤジェルビーツィ条約とは、モスクワ大公国およびウラジミール大公のヴァシーリー2世とノヴゴロド公国の間で1456年2月に交わされた平和条約。1478年にノヴゴロドがモスクワの支配下に置かれる伏線となった。
1456年、長期に及んだヴァシーリー2世と叔父ドミトリー・シェミャーカ の継承戦争に勝利したモスクワ軍は、ノヴゴロド軍に対して決定的な勝利を収めていた。なお、シェミャーカは1453年にノヴゴロドで毒殺されている。ヴァシーリー2世のスパイが毒を盛ったといわれているが、学者らの中には心変わりしたノヴゴロド大主教のEvfimy IIが毒殺したという説もある。シェミャーカの未亡人は息子のイヴァン・ドミトリエヴィチとともにリトアニア大公国へと逃亡した。
敗北を受けてノヴゴロド市民は民会を催し、史料によれば、大主教Evfimy IIをヤジェルビーツィ村にあるモスクワ大公の本営に遣わせて講和の条件を模索することにした。数日間に及ぶ白熱した交渉の末、ヤジェルビーツィ条約が締約された。条約の写しは2部が残存しており、片方はモスクワ側のもので、もう一方はノヴゴロド側のものである。現在は、両者ともロシア国立図書館 (サンクトペテルブルク)で閲覧することができる。ただし、2部の写本は同一の内容ではない。
Evfimy IIの個人的な関与の度合いについてはわかっていない。ノヴゴロド第四年代記のDubrovskii版の終端には、大主教は自ら代表団を率いたと記されており、ノヴゴロド側の写本に冒頭で条約の締結を祝福する文言を挿入したという。しかし、大主教の名はモスクワ側の写本には見られない。そのため、大主教が交渉に参加したのか、あるいは単に祝福を与えたに過ぎないのかは判然としていない。ノヴゴロドは、この条約に内政不干渉の条項を挿入することに苦心した。ただし、その代償として領内にモスクワ大公の敵を匿わないこと、外交権と立法権を放棄すること、モスクワ大公に終審の裁判権を与えること、ノヴゴロド民会および市長の印をモスクワ大公の印に置き換えることを余儀なくされた。
この条約によって、ノヴゴロドの主権は危機に陥った。モスクワの直接の支配下に入ったわけではないものの、独立した共和制による統治は大いに抑制された。ヴァシーリー2世は条約に大いに満足し、ノヴゴロド側に領土について多少の譲歩をしたほどであった。条項のほとんどは両国がともに遵守した。たとえば、ノヴゴロドの（公式な文書に対する）印は締約後直ちにモスクワのものに置き換えられた。一方、いくつかの条項は両国の写本の相違に基づく恣意的な解釈によって反故にされた。ノヴゴロドはモスクワ大公国の敵を引き続き領内に迎え入れた。ヴァシーリー2世（と後継者のイヴァン3世）は一方で、裁判権を悪用してノヴゴロド領を占領したモスクワのボヤールに有利な判決を出し続け、領土に関する条項を反故にした。以降15年間にわたって、双方はお互いの条約違反を非難し続けた。結局、ヤジェルビーツィ条約をめぐる対立は1471年のシェロン河畔の戦いを引き起こし、またしてもノヴゴロドは敗北を喫した。1478年、ノヴゴロドはイヴァン3世の支配下に入った。